# Phasia nigromaculata
Phasia nigromaculata là một loài ruồi trong họ Tachinidae.